# Helena Grotowska
Helena Grotowska z domu Scipio del Campo (ur. 7 kwietnia 1880 w Żółwinie, zm. 22 marca 1967 w Łodzi) – polska pisarka, tłumaczka i urzędniczka.

## Życiorys
Była córką Stanisława Scipio del Campo (1841–1890), pochodzącego z włoskiego rodu Scipio del Campo, i Aleksandryny Cecylii Józefy Zielińskiej h. Zadziełło (1853–1907).
Od stycznia 1915 kierowała pracami Ligi Kobiet Polskich Pogotowia Wojennego. W okresie międzywojennym była urzędnikiem VII st. sł. radcą w Ministerstwie Wyznań Religijnych i Oświecenia Publicznego, po wojnie lektorką języka włoskiego na Uniwersytecie Łódzkim.
Żona prof. Mariana Grotowskiego. Nie mieli dzieci.
Pochowana 25 marca 1967 na Starym Cmentarzu przy ul. Ogrodowej w Łodzi (kwatera 7B, rząd 6).

## Twórczość[4]
- O poznawaniu kraju, 1925,

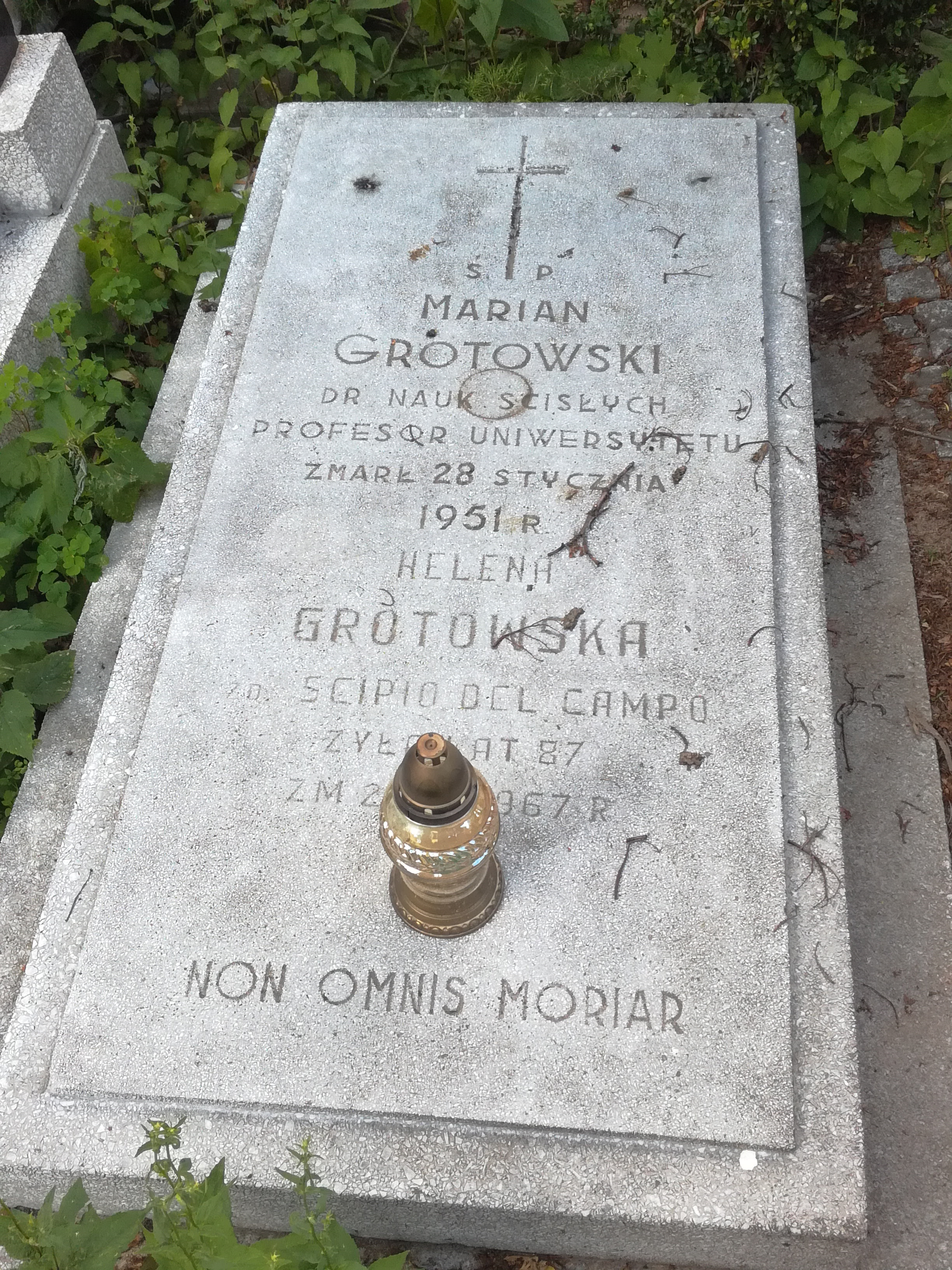
Grób Mariana i Heleny Grotowskich.

- Wzajemna zależność świata roślinnego i zwierzęcego, 1928,
- W miasteczku, 1929,
- Zwierzęta juczne i pociągowe w obcych krajach, 1929,
- Mali mieszkańcy dużego domu, 1932,
- Jeniec z północy, 1933,
- Mechanik Jur, 1936,
- Pierwsi działacze polscy na Śląsku, 1948.

### Podręczniki
- Książka o życiu i pracy : wypisy dla szkół zawodowych i kursów dokształcających. T. 1-3, 1929, 1931, 1933,
- Kwalifikacja książek i pomocy szkolnych, 1932,
- Polska czytanka dla piątego oddziału szkół powszechnych, 1932,
- Czytanka polska dla czwartej klasy szkół powszechnych, 1935,
- Czytanka polska dla piątej klasy szkół powszechnych, 1935,
- Czytanka polska dla szóstej klasy szkół powszechnych, 1935,
- Czytanka dla II klasy szkół powszechnych miejskich, 1937,
- Czytanka dla 3 klasy szkół powszechnych wiejskich 3 i 2 stopnia, 1938,
- Czytanka dla 3 klasy szkół powszechnych miejskich, 1938,
- Włochy, 1939,
- Czytanka dla II klasy szkol powszechnych, 1943.

### Tłumaczenia
- Ku gwiazdom. Dramat w 4 aktach (Leonid Andriejew), 1907,
- Idjota (Fiodor Dostojewski), 1908,
- Jak wychowawca zdobyć może potrzebne wiadomości? (Edward Peeters), 1912,
- O rozwoju literatury narodowej (Giosuè Carducci), 1914,
- Przygody mikroba (Erasmo Crottolina, właśc. Romolo Marescotti), 1923,
- Wycieczki krajoznawcze (Alfred Berg), 1923,
- Z życia ptaków (Alfred Brehm), 1927,
- Z życia naszych szkodników i sprzymierzeńców (Alfred Edmund Brehm), 1927,
- Narodziny Rzymu. Opowiadania z dawnych, dawnych czasów (Laura Orvieto), 1928,
- Cesarz mrówek (Vamba), 1930.

## Odznaczenia
- Medal Niepodległości (16 marca 1937)[5],
- Złoty Krzyż Zasługi (11 listopada 1937)[6],
- Srebrny Krzyż Zasługi (17 kwietnia 1930)[7].